# Claudie Blakley
Claudie Blakley (Easthampstead, 4 gennaio 1979) è un'attrice britannica.

## Filmografia parziale

### Cinema
- Hollywood Confidential (The Cat's Meow), regia di Peter Bogdanovich (2001)
- Gosford Park, regia di Robert Altman (2001)
- Orgoglio e pregiudizio (Pride & Prejudice), regia di Joe Wright (2005)
- Severance - Tagli al personale (Severance), regia di Christopher Smith (2006)
- London to Brighton, regia di Paul Andrew Williams (2006)
- Bright Star, regia di Jane Campion (2009)
- Il ragazzo che diventerà re (The Kid Who Would Be King), regia di Joe Cornish (2019)
- The Nan Movie, regia di Josie Rourke (2022)

### Televisione
- Metropolitan Police – serie TV, episodio 15x70 (1999)
- A Christmas Carol – film TV (2000)
- Playing the Field – serie TV, 15 episodi (2000-2002)
- The Inspector Lynley Mysteries – serie TV, episodio 4x03 (2005)
- Cranford – serie TV, 6 episodi (2007-2009)
- Lark Rise to Candleford – serie TV, 38 episodi (2008-2011)
- Miss Marple (Agatha Christie's Marple) – serie TV, episodio 5x03 (2010)
- Lennon Naked - Essere John Lennon (Lennon Naked) – film TV (2010)
- New Tricks - Nuove tracce per vecchie volpi (New Tricks) – serie TV, episodi 8x09 (2011)
- What Remains – miniserie TV, 4 episodi (2013)
- Testimoni silenziosi (Silent Witness) – serie TV, 2 episodi (2015)
- L'amore e la vita - Call the Midwife (Call the Midwife) – serie TV, episodio 4x04 (2015)
- L'ispettore Barnaby (Midsomer Murders) – serie TV, episodio 17x03 (2015)
- Grantchester – serie TV, 5 episodi (2016)
- Man vs. Bee – miniserie TV, 5 episodi (2022)
- Padre Brown (Father Brown) – serie TV, 20 episodi (2023-in corso)

## Doppiatrici italiane
Nelle versioni in italiano delle opere in cui ha recitato, Claudie Blakley è stata doppiata da:
- Francesca Fiorentini in Man vs Bee, Padre Brown
- Federica De Bortoli in Orgoglio e pregiudizio
- Francesca Guadagno in Severance - Tagli al personale
- Michela Alborghetti in Grantchester
- Barbara De Bortoli in Flesh and Blood